# Conus navarroi
Conus navarroi é uma espécie de gastrópode do gênero Conus, pertencente à família Conidae.